# Universitat de Groningen
La Universitat de Groningen (neerlandès: Rijksuniversiteit Groningen, abreujat RuG) és una universitat pública neerlandesa situada a Groningen, al nord dels Països Baixos. Fou creada el 1614 i és la segona universitat més antiga del país (després de la Universitat de Leiden) i una de les més grans, amb més o menys 30.000 estudiants i 6.000 empleats. Des de la seva creació, s'hi han graduat més de 100.000 estudiants.
La Universitat de Groningen té 10 facultats que es troben a parts diferents de la ciutat:
- Facultat d'Economia i Administració d'Empreses, al complex de Zernike, al nord de la ciutat
- Facultat de Teologia, al centre de la ciutat dins d'una antiga presó
- Facultat de Ciències del Comportament i Socials, al nord del centre de la ciutat
- Facultat d'Arts, al complex de Harmonie al centre de la ciutat
- Facultat de Medicina, part de l'UMCG (Centre Mèdic Universitari de Groningen)
- Facultat de Dret, al complex de Harmonie al centre de la ciutat
- Facultat d'Organística, al complex de Zernike, al nord de la ciutat
- Facultat de Filosofia, al centre de la ciutat dins d'una antiga presó
- Facultat de Matemàtiques i Ciències Naturals, al complex de Zernike, al nord de la ciutat
- University College Groningen

## Alumnes destacats
- Johann Heinrich Alting, teòleg
- Gerbrand Bakker, mèdic de principis del segle xix
- Johan van Benthem, informàtic
- Johann Bernoulli, matemàtic
- Bart Bok, astrònom
- Clemens von Bönninghausen, advocat, botànic, mèdic homeòpata
- James Burnett
- Job Cohen, exalcalde d'Amsterdam
- Wim Duisenberg, el primer president del Banc Central Europeu de Frankfurt
- Ubbo Emmius, fundador de la universitat
- Pim Fortuyn, professor, després polític
- Willem Frederik Hermans, professor i escriptor
- Gerardus Heymans, filòsof i psicòleg
- Pieter Hofstede Crull, jurista, fiscal general i governador interí de Surinam
- Johan Huizinga, historiador
- Aletta Jacobs, la primera dona als Països Baixos que va rebre un títol en Medicina
- Jaap Kunst
- George Malliaras, professor de Ciència de Materials, Universitat de Cornell
- Evangelos Manias, professor de Ciència dels Materials i Enginyeria, Universitat Estatal de Pennsilvània
- Wubbo Ockels, primer astronauta neerlandès, va rebre un doctorat en física i matemàtica, 1973
- Heike Kamerlingh Onnes, va rebre el Premi Nobel de Física
- Jan Oort, astrònom
- Maurits van Oranje Nassau
- Joost Platje, Professor d'Economia, Universitat de Oxford
- Johannes Jacobus Poortman, filòsof, psicòleg
- Willem de Sitter, astrònom
- Henk G. Sol, professor d'enginyeria d'empresa i les TIC
- Dirk Stikker, secretari general de l'OTAN
- Pieter Jelles Troelstra, advocat, polític
- Henk te Velde, professor d'història dels Països Baixos a la Universitat de Leiden
- Hans van Abeelen, primer genetista neerlandès
- Wietse Venema, programador i físic
- Jacques Wallage, exalcalde de Groninga
- Paramanga Ernest Yonli, primer ministre de Burkina Faso (2000-2007)
- Frits Zernike, professor de física teòrica, guanyador del Premi Nobel de Física en 1953
- Peter Hofstee, professor de física teòrica
- Epke Zonderland, gimnasta i medalla d'or en la prova de barra fixa en els Jocs Olímpics d'Estiu de 2012